# Daniel Runge (Kanzler)
Daniel Runge (* 7. September 1561 in Greifswald; † 10. Februar 1629 ebenda) war ein deutscher Rechtswissenschaftler und Kanzler von Pommern-Wolgast.

## Leben
Runge war der Sohn des pommerschen Generalsuperintendenten Jacob Runge (1527–1595). Nach dem Besuch der Schulen in Stettin und Greifswald begann er ein Studium. Er studierte 1578 an der Universität Greifswald (scheinbar nur deponiert), am 11. Mai 1585 an der Universität Wittenberg, an der Universität Leipzig, der Universität Straßburg und schließlich an der Universität Basel Rechtswissenschaften. In Basel wurde er am 8. Dezember 1587 zum Doktor beider Rechte promoviert. Ab 1588 (1590) lehrte er als Professor an Artistenfakultät der Universität Greifswald. 1592 wechselte er an die juristische Fakultät. Er wurde 1595 zum Rektor der Hochschule gewählt.
1603 ging er nach Wolgast, wo er Fürstlicher Geheimer Rat des Herzogs Philipp Julius von Pommern wurde. 1607 wurde er als Nachfolger von Erasmus Küssow zum Kanzler in Wolgast ernannt. Aus gesundheitlichen Gründen ließ er sich 1624 aus letzterer Stellung entlassen. Er zog wieder nach Greifswald, wo er am 10. Februar 1629 in der dortigen Nikolaikirche beigesetzt wurde.

## Familie
Runge heiratete am 7. Dezember 1590 Ilsebe Maeves, Tochter des Professors jur. der Uni. Greifswald und fürstlich pommerischen Geheimrats Thomas Maeves. Aus der Ehe gingen Kinder hervor. Von diesen kennt man:
- Jacob Runge, fürstlich Wolgastischer Rat
- Friedrich Runge (1599–1655) war der erste brandenburgische Kanzler in Hinterpommern.
- N.N. Runge ⚭ mit dem fürstlich wolgastischen Rat, später Kanzler in Köslin Sylvester Braunschweig
- Anna Runge ⚭ mit dem Patrizier in Hamburg Theodor Lehenmejer
- Catharina Sophia Runge
- Anasia Runge